# Prison de Carabanchel
Cárcel de Carabanchel
La prison de Carabanchel (en espagnol : Cárcel de Carabanchel) est une ancienne prison espagnole située dans la ville de Madrid . La prison est construite par le régime franquiste en 1940 et détruite en 2008. 
Officiellement nommée « prison de la Province de Madrid», elle reste en service pendant 55 ans. Elle symbolise, avec la prison Model de Barcelone, un lieu majeur de la répression nationaliste contre les Républicains après la guerre d'Espagne.

## Histoire

### Construction
Sitôt la guerre civile terminée, alors que les prisonniers politiques du franquisme s'entassent dans la prison de Porlier, située rue Díaz Porlier, Franco décide la construction d'une nouvelle prison à Madrid. Dans cette perspective, le gouvernement franquiste acquiert un terrain de 200 000 m2, à Carabanchel, dans une banlieue populaire de la capitale.
Les travaux commencent le 20 avril 1940 sous la direction des architectes Vicente Agustí Elguero (es), José María de la Vega Samper (es) et Luis de la Peña Hickman. Plus d'un millier de prisonniers politiques, soumis aux travaux forcés, doivent participer à sa construction.
Le plan s'inspire de la prison Model de Barcelone. La forme en étoile du bâtiment rappelle les établissements de santé comme l'ancien hôpital des travailleurs (es) conçu par Antonio Palacios. Construit en béton armé, l'édifice présente des éléments apparentés au mouvement néo-herrerianiste (développé à la fin du XVIe siècle en Espagne), alors encouragé par l'idéologie officielle.

### Utilisation
La prison est inaugurée le 22 juin 1944 par le ministre de la Justice phalangiste Eduardo Aunós. Selon un article de la revue Redención de ce jour, l'établissement est « un modèle du genre, pouvant accueillir 2000 prisonniers ». Peu de temps, les premiers occupants sont incarcérés. Néanmoins, les travaux continuent pendant plusieurs années, certains ne devant jamais se terminer. 
Durant la dictature franquiste, de nombreux opposants, comme les dirigeants communistes, les dirigeants syndicalistes, et les militants , y sont emprisonnés. La prison de Carabanchel constitue, pour de nombreux détenus, une dernière demeure, comme José María Jarabo, accusé de quatre assassinats, exécuté le 4 juillet 1959. En 1975, Xosé Humberto Baena Alonso, José Luis Sánchez Bravo et Ramón García Sanz, membres du Front Révolutionnaire Antifasciste et Patriote (FRAP) condamnés à mort, y passent leurs dernières heures, avant d'être exécutés à Hoyo de Manzanares, l'une des dernières exécutions perpétrées par le régime franquiste. 
Comme la prison Model, la prison de Carabanchel sert également de lieu de détention pour les homosexuels sous la dictature. 
Dans les dernières années du régime franquiste et les premières années de la Transition démocratique espagnole, Carabanchel connaît de nombreuses mutineries pour obtenir amnisties et réformes du code pénal.

### Fermeture
Le centre pénitentiaire ferme en 2008, après une polémique sur la disparition de ce lieu de la mémoire historique. Le lieu fait néanmoins l'objet de représentations artistiques et d'écrits qui en immortalisent le souvenir. 

## Détenus notables
- Le syndicaliste Marcelino Camacho
- Le philosophe basque Fernando Savater y est detenu en 1969, avant son exil en France.
- Le gangster français François Besse y est incarcéré en 1982 et y rencontre Marie-Ange. Il réussit à s'évader le 16 février 1982.
- Le dirigeant communiste Simón Sánchez Montero y passe 25 ans de sa vie.
- Enrique Múgica, militant communiste, futur député basque et ministre
- Miguel Boyer, militant socialiste, futur ministre
- Le journaliste et écrivain Fernando Sánchez-Dragó
- L'humoriste Miguel Gila, avant son exil pour l'Argentine en 1968
- Le cinéaste Fernando Arrabal
- Le chanteur Miguel Ríos
- Le poète Marcos Ana
- L'universitaire et militant socialiste Francisco Bustelo avant son exil à Paris
- L'anarchiste britannique et résistant Stuart Christie.

## La prison dans l'art et la culture
En 1984, Miguel Ríos sort la chanson El Ojo del Huracán (L'œil du cyclone) dans laquelle il traite de son séjour dans la prison de Carabanchel durant la période franquiste.
La même année furent tournées dans cette prison plusieurs scènes du film El pico 2.
Entre 1903 et 2005, à l'occasion de travaux sur la Vía Carpetana, des vestiges romains sont découverts à l'endroit même de la prison.